# Galium liratum
Galium liratum är en måreväxtart som beskrevs av Norman Arthur Wakefield. Galium liratum ingår i släktet måror, och familjen måreväxter. Inga underarter finns listade i Catalogue of Life.